# Маунт-Воддінгтон
Регіональний округ Маунт-Воддінґтон (англ. Mount Waddington) — регіональний округ в Канаді, у провінції Британська Колумбія.

## Населення
За даними перепису 2016 року, регіональний округ нараховував 11035 жителів, показавши скорочення на 4,1%, порівняно з 2011-м роком. Середня густина населення становила 0,5 осіб/км².
З офіційних мов обидвома одночасно володіли 355 жителів, тільки англійською — 10 615, тільки французькою — 5, а 25 — жодною з них. Усього 790 осіб вважали рідною мовою не одну з офіційних, з них 235 — одну з корінних мов, а 10 — українську.
Працездатне населення становило 63,4% усього населення, рівень безробіття — 10,4% (12,3% серед чоловіків та 8,3% серед жінок). 86,4% були найманими працівниками, 11,9% — самозайнятими.
Середній дохід на особу становив $40 997 (медіана $31 201), при цьому для чоловіків — $49 054, а для жінок $32 139 (медіани — $38 992 та $25 289 відповідно).
28,4% мешканців мали закінчену шкільну освіту, не мали закінченої шкільної освіти — 28,7%, 42,9% мали післяшкільну освіту, з яких 22,9% мали диплом бакалавра, або вищий, 10 осіб мали вчений ступінь.
| Статево-вікова структура населення | Статево-вікова структура населення | Статево-вікова структура населення | Статево-вікова структура населення | Статево-вікова структура населення |
| ---------------------------------- | ---------------------------------- | ---------------------------------- | ---------------------------------- | ---------------------------------- |
|                                    |                                    |                                    |                                    |                                    |
| Всього                             | Всього                             | 51,5%48,5%                         |                                    |                                    |
| 0 — 14 років                       | 0 — 14 років                       |                                    | 18,1%                              | 18,1%                              |
| 15 — 64 років                      | 15 — 64 років                      |                                    | 65,8%                              | 65,8%                              |
| 65 і більше                        | 65 і більше                        |                                    | 16,1%                              | 16,1%                              |
| 85 і більше                        | 85 і більше                        |                                    | 0,9%                               | 0,9%                               |
| Середній вік (років)               | Середній вік (років)               | 41,841,2                           | 41,5                               | 41,5                               |
| Медіана (років)                    | Медіана (років)                    | 45,043,6                           | 44,3                               | 44,3                               |
| — чоловіки — жінки                 |                                    |                                    |                                    |                                    |

| Походження мешканців:     | Походження мешканців:     | Походження мешканців: | Походження мешканців: | Походження мешканців: |
| ------------------------- | ------------------------- | --------------------- | --------------------- | --------------------- |
| Походження                |                           |                       | осіб                  | %                     |
| Корінні американці        | Корінні американці        |                       | 3 360                 | 30.91%                |
| Інше північноамериканське | Інше північноамериканське |                       | 2 610                 | 24.01%                |
| Європейське               | Європейське               |                       | 7 215                 | 66.38%                |
| британське                | британське                |                       | 5 370                 | 49.4%                 |
| французьке                | французьке                |                       | 1 130                 | 10.4%                 |
| українське                | українське                |                       | 425                   | 3.91%                 |
| Карибське                 | Карибське                 |                       | 25                    | 0.23%                 |
| Латинськоамериканське     | Латинськоамериканське     |                       | 170                   | 1.56%                 |
| Африканське               | Африканське               |                       | 130                   | 1.2%                  |
| Азійське                  | Азійське                  |                       | 405                   | 3.73%                 |
| Океанійське               | Океанійське               |                       | 55                    | 0.51%                 |

| Зайнятість населення за галузями (за класифікацією NOC): | Зайнятість населення за галузями (за класифікацією NOC): | Зайнятість населення за галузями (за класифікацією NOC): | Зайнятість населення за галузями (за класифікацією NOC): | Зайнятість населення за галузями (за класифікацією NOC): |
| -------------------------------------------------------- | -------------------------------------------------------- | -------------------------------------------------------- | -------------------------------------------------------- | -------------------------------------------------------- |
|                                                          |                                                          |                                                          |                                                          |                                                          |
| Управління                                               | Управління                                               |                                                          | 8,6%                                                     | 8,6%                                                     |
| Бізнес, фінанси та адміністрування                       | Бізнес, фінанси та адміністрування                       |                                                          | 10,7%                                                    | 10,7%                                                    |
| Природничі та прикладні науки                            | Природничі та прикладні науки                            |                                                          | 6,1%                                                     | 6,1%                                                     |
| Охорона здоров'я                                         | Охорона здоров'я                                         |                                                          | 4,6%                                                     | 4,6%                                                     |
| Освіта, правозахист, муніципальні та урядові служби      | Освіта, правозахист, муніципальні та урядові служби      |                                                          | 11,6%                                                    | 11,6%                                                    |
| Мистецтво, культура, відпочинок та спорт                 | Мистецтво, культура, відпочинок та спорт                 |                                                          | 2,2%                                                     | 2,2%                                                     |
| Роздрібна торгівля та послуги                            | Роздрібна торгівля та послуги                            |                                                          | 18,9%                                                    | 18,9%                                                    |
| Гуртова торгівля, транспорт та обладнання                | Гуртова торгівля, транспорт та обладнання                |                                                          | 21,2%                                                    | 21,2%                                                    |
| Природні ресурси, сільське господарство                  | Природні ресурси, сільське господарство                  |                                                          | 10,3%                                                    | 10,3%                                                    |
| Виробництво                                              | Виробництво                                              |                                                          | 5,6%                                                     | 5,6%                                                     |

## Населені пункти
До складу регіонального округу входять містечко Порт-МакНіл, муніципалітет Порт-Гарді, села Порт-Еліс, Алерт-Бей, індіанські резервації Форт-Руперт 1, Дед-Пойнт 5, Кіппейс 2, Німпкіш 2, Катсіно-Сабдівіжн 18, Гоуп-Айленд 1, Гоуптаун 10A, Ґваясдумс 1, а також хутори, інші малі населені пункти та розосереджені поселення.

## Клімат
Середня річна температура становить 8,7°C, середня максимальна – 17,7°C, а середня мінімальна – -0,8°C. Середня річна кількість опадів – 2 439 мм.
| Клімат поселення                              | Клімат поселення | Клімат поселення | Клімат поселення | Клімат поселення | Клімат поселення | Клімат поселення | Клімат поселення | Клімат поселення | Клімат поселення | Клімат поселення | Клімат поселення | Клімат поселення | Клімат поселення |
| Показник                                      | Січ.             | Лют.             | Бер.             | Квіт.            | Трав.            | Черв.            | Лип.             | Серп.            | Вер.             | Жовт.            | Лист.            | Груд.            |                  |
| Середній максимум, °C                         | 7,44             | 8,38             | 9,65             | 11,48            | 14,03            | 16,43            | 17,36            | 17,68            | 15,73            | 12,07            | 8,17             | 6,12             |                  |
| Середня температура, °C                       | 3,33             | 4,27             | 5,55             | 7,37             | 9,93             | 12,34            | 14,73            | 15,02            | 13,08            | 9,45             | 5,54             | 3,47             |                  |
| Середній мінімум, °C                          | −0,78            | 0,18             | 1,43             | 3,27             | 5,82             | 8,23             | 12,09            | 12,40            | 10,45            | 6,80             | 2,90             | 0,85             |                  |
| Норма опадів, мм                              | 324              | 236              | 210              | 167              | 107              | 92               | 60               | 80               | 138              | 311              | 368              | 346              |                  |
| Середньомісячна швидкість вітру, м/с          | 5.78             | 5.32             | 4.83             | 4.46             | 4.04             | 3.81             | 3.58             | 3.42             | 3.60             | 4.60             | 5.50             | 5.59             |                  |
| Середньомісячна сонячна радіація, кДж/м²·день | 2698             | 5261             | 9235             | 13689            | 17496            | 18664            | 19044            | 16199            | 11793            | 6370             | 3098             | 2117             |                  |
| --------------------------------------------- | ---------------- | ---------------- | ---------------- | ---------------- | ---------------- | ---------------- | ---------------- | ---------------- | ---------------- | ---------------- | ---------------- | ---------------- | ---------------- |
| Джерело:                                      |                  |                  |                  |                  |                  |                  |                  |                  |                  |                  |                  |                  |                  |